# Władimir Miasiszczew (psychiatra)
Władimir Nikolajowicz Miasiszczew (ros. Влади́мир Никола́евич Мя́сищев; ur. 11 lipca 1893 w Frydrychsztacie, zm. 4 października 1973 w Leningradzie) – radziecki lekarz psychiatra i psycholog.

## Życiorys
Opracował koncepcję psychologii relacji (stosunków), która w ZSRR miała duży wpływ na rozwój idei dotyczących czynników psychologicznych w rozwoju zaburzeń nerwicowych. Miasiszczew rozumiał osobowość jako system stosunków. Stosunkiem nazywa zaś aktywnie wytworzone relacje jednostki z jej środowiskiem zewnętrznym, biorąc pod uwagę zarówno elementarne, odruchowe i instynktowne reakcje na rzeczywistość przedmiotową, jak i relacje społeczne wraz z ideologicznymi determinantami zachowania, takimi jak poglądy i przekonania. Z takiego pojmowania osobowości wyrosła koncepcja przyczynowej psychoterapii patogenetycznej, która, zdaniem Stefana Ledera, nie jest niczym innym, jak „radziecką psychoanalizą”. Psychologia relacji jako koncepcja osobowości ma duże znaczenie w badaniu problemów prawidłowego i patologicznego kształtowania osobowości, pochodzenia chorób i mechanizmów ich rozwoju, objawów klinicznych, leczenia i zapobiegania.